# Kaplica Miłosierdzia Bożego na Zagórzu
Kaplica Miłosierdzia Bożego na Zagórzu – kaplica rzymskokatolicka znajdująca się w diecezji tarnowskiej w dekanacie Grybów, Parafia Grybów. Wybudowana w latach 1998–2000.

## Historia
Kaplica Miłosierdzia Bożego w Siołkowej-Zagórze została wybudowana w latach 1998–2000. Budowniczym świątyni był ks. prałat Józef Dudek. Nadzór architektoniczny i wyposażenia wnętrz sprawował mgr Józef Stec. Kamień węgielny poświęcił Ojciec Święty Jan Paweł II dnia 10 czerwca 1997 r., wmurowania dokonał ks. bp Jan Styrna 18 października 1998 r. Kaplicę poświęcił ks. bp Józef Gucwa 15 października 2000 r.

## Architektura
Kościół jednonawowy, murowany, z wysoką wieżą na przedzie i małą sygnaturką nad częścią prezbiterialną. Dach dwuspadowy z oknami jaskółkowymi, na wieżach czterospadowy. Część prezbiterialna zamknięta wielobocznie. Do ściany przylega podłużna zakrystia. Wnętrze jednonawowe, z węższym prezbiterium w formie absydy, chórem muzycznym, kaplicą boczną św. s. Faustyny oraz zakrystią. Sklepienie w formie trapezu równoramiennego.

## Wyposażenie
Nad prezbiterium belka ze Sceną Ukrzyżowania. W ołtarzu głównym obraz Jezusa Miłosiernego, na ścianach nawy obraz i relikwie bł. Michała Sopoćki, obraz Matki Bożej Grybowskiej, św. Józefa oraz stacje drogi krzyżowej. W pomieszczeniu pod chórem obraz Ukrzyżowania. W kaplicy bocznej obraz i relikwie św. s. Faustyny Kowalskiej. W oknach kaplicy witraże: w prezbiterium tematycznie nawiązują do Ośmiu Błogosławieństw, w nawie do Przykazania Miłości, Trzech Cnót Boskich: Wiara, Nadzieja i Miłość, w sklepieniu symbolizujące 10 Przykazań Bożych. Na ścianach umieszczone są również tablice pamiątkowe i fundacyjne.

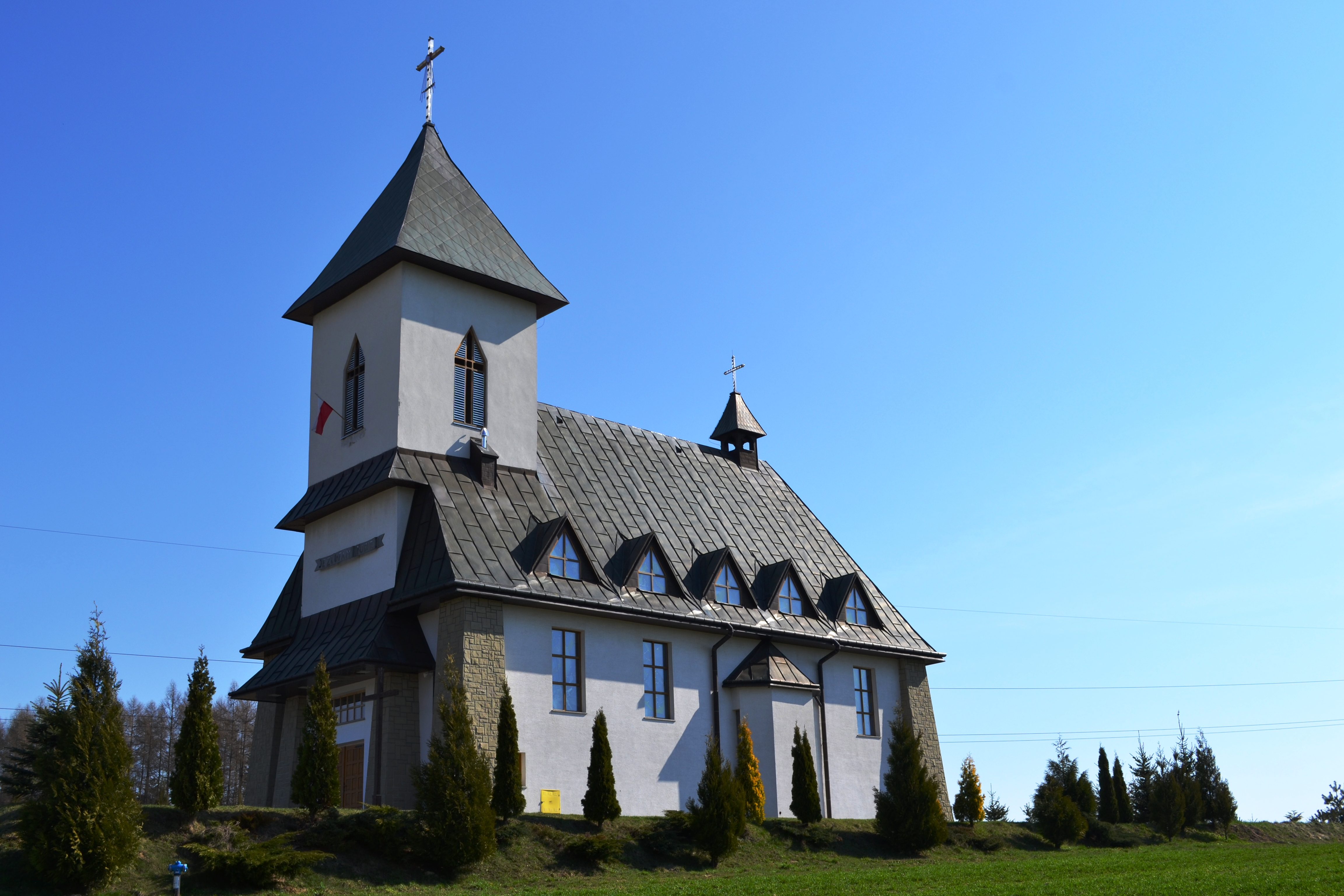
Kaplica na Zagórzu
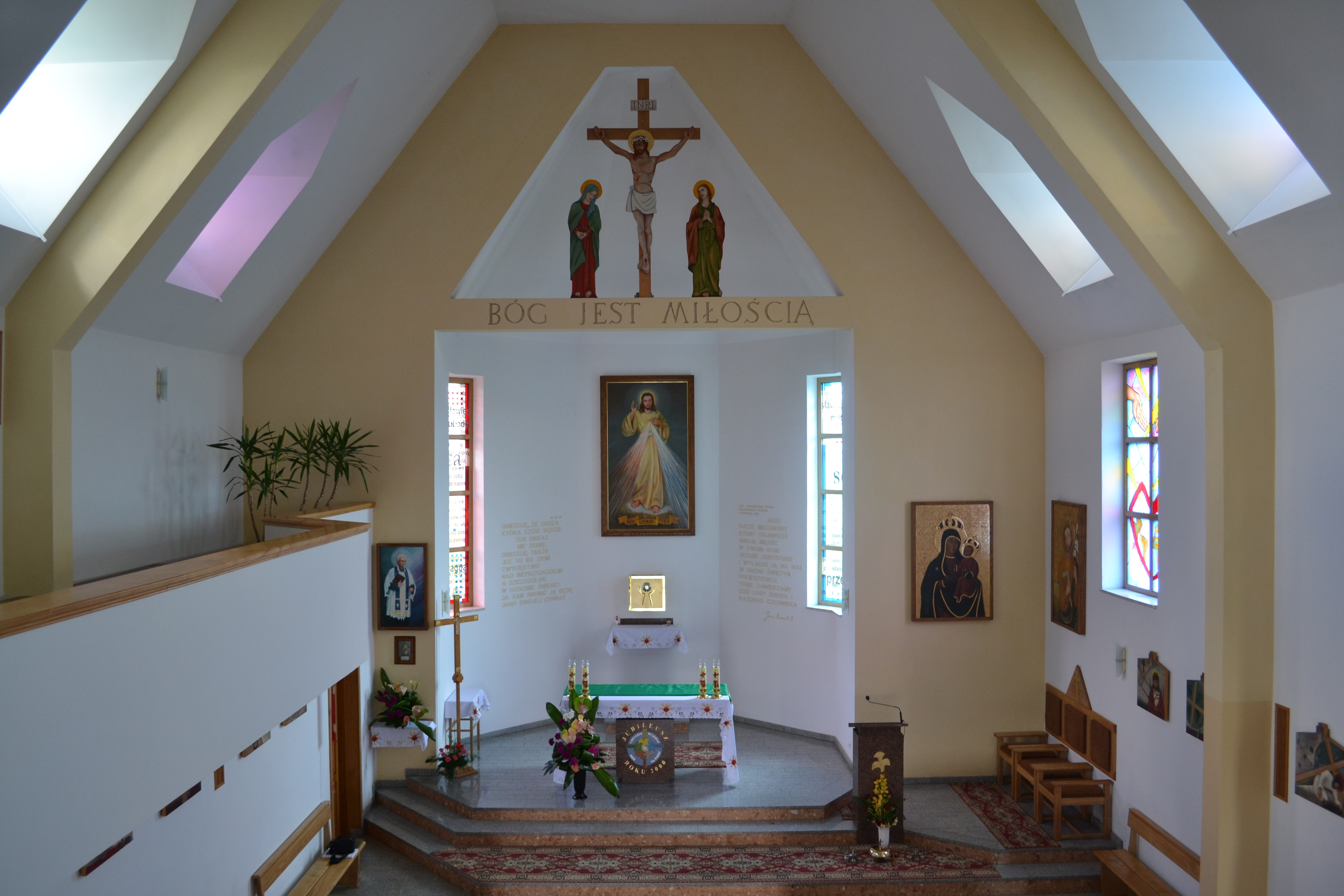
Wnętrze kaplicy na Zagórzu
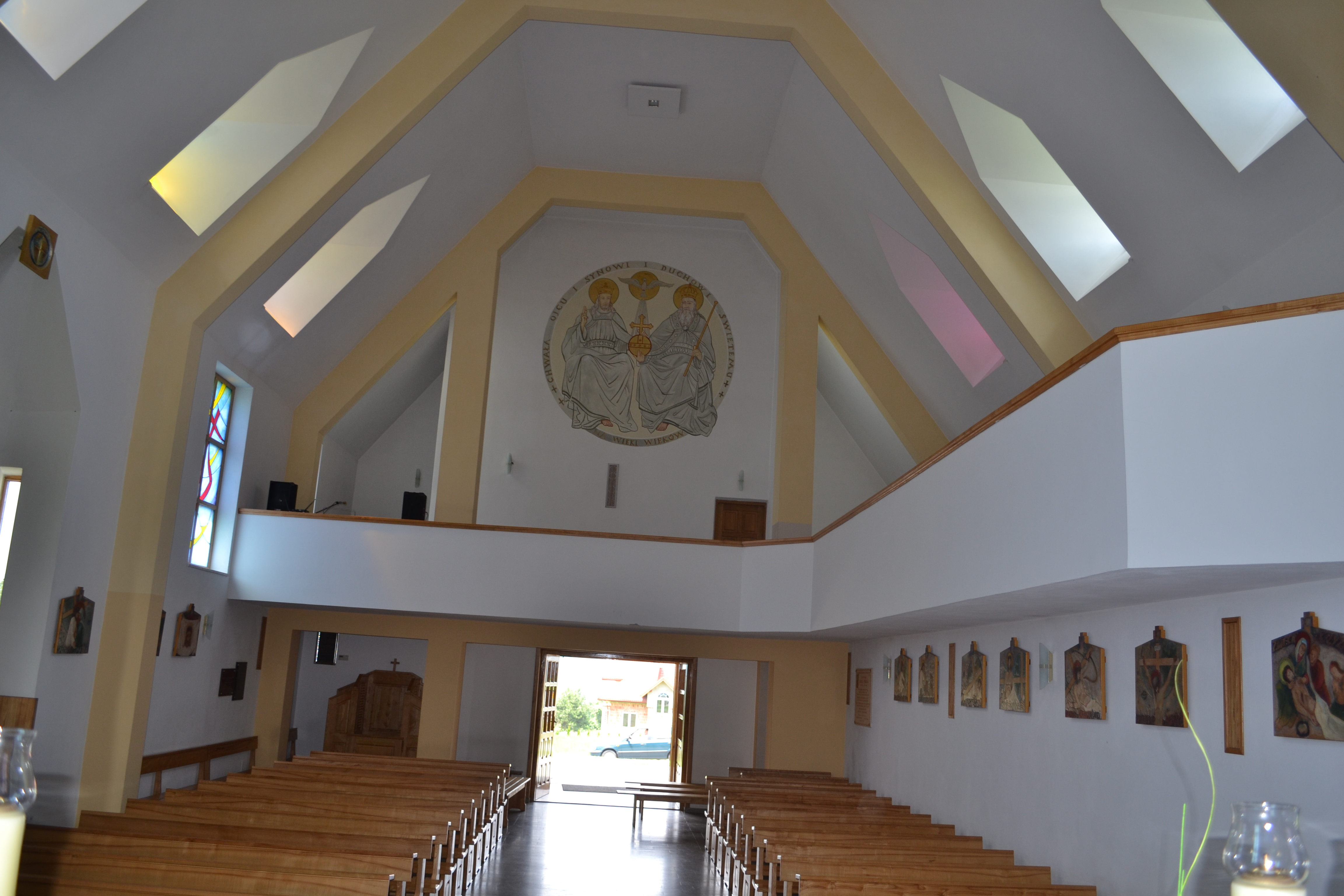
Widok na chór muzyczny
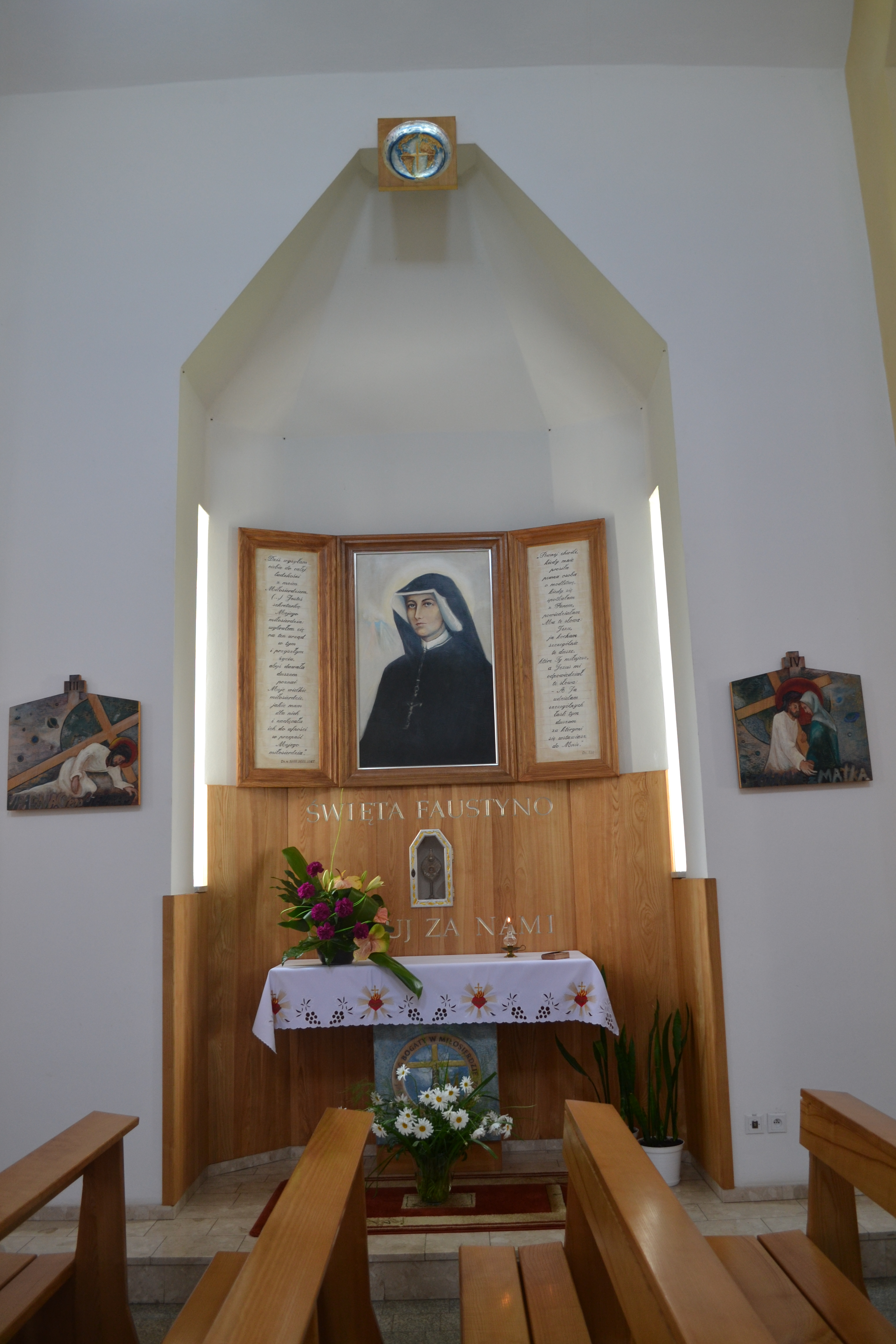
Kaplica św. s. Faustyny Kowalskiej